# Эльхотово
Эльхо́тово (осет. Елхот) — село в Кировском районе Республики Северная Осетия — Алания. Административный центр Кировского района.
Образует муниципальное образование «Эльхотовское сельское поселение», как единственный населённый пункт в его составе.

## География
Село расположено на правом берегу реки Терек, в 55 км к северо-западу от города Владикавказ. Находится у Эльхотовских ворот, у границы с Кабардино-Балкарской республикой.
Ближайшие населённые пункты: Комсомольское на востоке, Карджин на юго-востоке, Змейская на западе и Плановское на севере.
Площадь территории сельского поселения составляет — 33,68 км2. Из них на площадь населённого пункта приходится — 15,02 км2, на сельскохозяйственные и иные земли — 18,66 км2.
Средние высоты на территории села составляют 315 метров над уровнем моря. На юге над селением возвышается Кабардино-Сунженский хребет.

## История
В 1838 году на правом берегу реки Терек, у входа в Эльхотовские ворота, было основано осетинское село. Позже на равнине за селением Заманкул, появилось мусульманское село Елхот.
В 1839 году командир кавказского корпуса генерал Головин донёс военному министру: «В минувшем, 1838 году на правом берегу Терека поселён аул осетин-мусульман, называемый Эльхотовским. В него заселилось 88 семей из мусульманских сел Беслан, Зильги, Батако, Брут, Заманкул, Карджин».
В 1847 году Эльхотово приняло новых поселенцев: Кудаберда Мильдзихова и Сахмурза Дзгоева из Скуткоха; Созырко Хаева, Бимболата Хаева, Тотраза Албегова, Дзра Албегова, Сабока Албегова из Брута; Гуцари Бохова, Заурбека Бохова, Габона Бохова, Сека Бохова из Карджина; Елмурза Боева, Тбе Тотикова, Елмурза Ходонова из Ардона; Иба Агнаева из Бирагзанга; Савкудза Черджемова из Заманкула и Ислама Дзгоева из Санибы. В селе насчитывалось уже 100 дворов.
В последующие годы заселение села продолжалось. Жители в основном занимались земледелием, животноводством и торговлей. В начале XX века в селе действовало 3 мечети.
Рядом с селением Эльхотово находится древнее городище Верхний Джулат. В золотоордынское время здесь существовало поселение, которое, как предполагают (Егоров В. Л. Историческая география Золотой Орды в XII—XIV вв.) можно отождествлять с известным по летописям ясским городом Дедяковым, существовавшим с X века по XIV век. На городище выявили церковь, две мечети и минарет, датирующийся временем правления хана Узбека. Сделанные здесь находки свидетельствуют о значительной роли этого города в политической и экономической жизни Северного Кавказа.

## Население
| 1939    | 1959    | 1970    | 1979    | 1989    | 2002    | 2010    |
| ------- | ------- | ------- | ------- | ------- | ------- | ------- |
| 7212    | ↘7101   | ↗7425   | ↗8003   | ↗8574   | ↗12 208 | ↗12 626 |
| 2011    | 2012    | 2013    | 2014    | 2015    | 2016    | 2017    |
| ↗12 633 | ↘12 595 | ↘12 575 | ↘12 517 | ↘12 501 | ↗12 510 | ↘12 501 |
| 2018    | 2019    | 2020    | 2021    | 2023    | 2024    | 2025    |
| ↘12 471 | ↗12 491 | ↘12 473 | ↗12 723 | ↘12 690 | ↗12 711 | ↘12 671 |

Национальный состав
По данным Всероссийской переписи населения 2010 года.
| Народ   | Численность, чел. | Доля от всего населения, % |
| ------- | ----------------- | -------------------------- |
| осетины | 11 871            | 94,0 %                     |
| русские | 564               | 4,5 %                      |
| другие  | 191               | 1,5 %                      |
| всего   | 12 626            | 100 %                      |

## Религия
- Сельская соборная мечеть. Разрушена в 1943 году. Вновь открыта в 2019 году[25].
- Святилище «Арджинараг» (осет. Арджынарæг — «теснина Арга»), дата основания неизвестна, осетинское традиционное верование.
- Святилище Уастырджи у юго-восточной окраины села, осетинское традиционное верование.
- Церковь Святых Первоверховных Апостолов Петра и Павла (открыта в 2008 году (РПЦ МП)).

## Достопримечательности
- Музей боевой славы.
- Памятник Могила неизвестного солдата.
- Памятник святому Георгию Победоносцу.
- Монумент «Защитникам Эльхотовских ворот»[26]. Здесь в декабре 1942 года было остановлено наступление немецко-фашистских войск. Установлен в 1975 году и расположен юго-восточнее села Эльхотово, по автотрассе «Кавказ».
- Памятник погибшим эльхотовцам в годы ВОВ. Во время ВОВ погибли 614 жителей села. В память о них, на средства жителей, в 1970 году был установлен памятник в центре села во дворе сельского Совета.

## Известные уроженцы
- Карсанов Казбек Дрисович — советский военный деятель, Генерал-майор артиллерии. Герой Советского Союза.
- Лазаров Асланбек Дзамболатович — советский революционный и партийный деятель, Герой Труда.
- Мильдзихов Хаджимурза Заурбекович — Герой Советского Союза.
- Савлохов Руслан Сосланович — украинский тренер по вольной борьбе, заслуженный тренер Украины, мастер спорта по вольной борьбе.
- Салбиев, Аким Алимбекович — кинорежиссёр, актёр, продюсер, сценарист, певец; заслуженный деятель искусств РФ, народный артист Республики Северная Осетия — Алания, народный артист Республики Южная Осетия.

## Топографические карты
- Лист карты K-38-17 Терек. Масштаб: 1 : 100 000. Состояние местности на 1983 год. Издание 1988 г.
- Лист карты K-38-29 Алагир. Масштаб: 1 : 100 000. Состояние местности на 1984 год. Издание 1988 г.